# Quérénaing
Quérénaing là một xã trong vùng Hauts-de-France, thuộc tỉnh Nord, quận Valenciennes, tổng Canton de Valenciennes-Sud. Tọa độ địa lý của xã là 50° 17' vĩ độ bắc, 03° 30' kinh độ đông. Quérénaing nằm trên độ cao trung bình là 87 mét trên mực nước biển, có điểm thấp nhất là 71 mét và điểm cao nhất là 102 mét. Xã có diện tích 4,32 km², dân số vào thời điểm 1999 là 814 người; mật độ dân số là 188 người/km².

## Thông tin nhân khẩu
| 1962 | 1968 | 1975 | 1982 | 1990 | 1999 |
| ---- | ---- | ---- | ---- | ---- | ---- |
| 730  | 797  | 763  | 766  | 717  | 814  |